# Гарболово
Га́рболово (фин. Harpala) — деревня в Куйвозовском сельском поселении Всеволожского района Ленинградской области.

## Название
Название Гарболово происходит от карельского «гарбало» — клюква.

## История

### Дореволюционный период
Впервые упоминается в Писцовой книге Водской пятины 1500 года. В переписной книге говорится о девяти деревнях Гарбола (Горбола). Одна из них — «деревня Горбола на озере Горбольском».
В XVII веке шведы, захватившие территорию Карельского перешейка почти на 100 лет, переселяют сюда часть карело-финских племён савакот и эвремейсов, так как коренное население бежит из этих мест. К концу XVII века 80 % населения становится финноязычным.
В конце XVIII века мыза Харполова была владением графа П. А. Шувалова (1771—1808), генерал-адъютанта императора Павла I. В первой половине XIX века мызой владели родственники П. А. Шувалова, позже — жена генерал-майора Надежда Кандиб и жена губернского секретаря Анна Даниловна Ильина. Так, на карте Ф. Ф. Шуберта 1834 года поместье обозначено как «Гарболово пом. Кандиб».
На «Карте окружности Санкт-Петербурга» 1810 года упоминается мыза Харболова и к северу от неё две деревни под тем же названием.

ГАРБАЛОВО — мыза, состоящая из деревень:
а) Гарбалово, жителей 174 м. п., 170 ж. п.;
б) Ангелово, жителей 22 м. п., 24 ж. п.;
в) Перямяки, жителей 22 м. п., 24 ж. п.;
 принадлежит Надежде Кандибе, генерал-майорше;
 При оной:
г) Детская больница Императорского воспитательного дома
д) Чугунно-плавильный завод
е) Часовня каменная. (1838 год)

В 1844 году, согласно карте Ф. Ф. Шуберта, деревня называлась Горболово и насчитывала 24 двора.
На этнографической карте Санкт-Петербургской губернии П. И. Кёппена 1849 года она обозначена как деревня «Harpala», расположенная в ареале расселения эвремейсов. В пояснительном тексте к этнографической карте деревня названа Harpala (Гарбалово) и указано количество жителей деревни на 1848 год: эвремейсов — 127 м. п., 137 ж. п., ижоры — 23 м. п., 25 ж. п., а также финнов — 9 м. п., 6 ж. п., всего 327 человек.
На карте С. С. Куторги 1852 года деревня снова обозначена как Горболово.

ГАРБОЛОВО — деревня жены губернского секретаря Ильиной, по просёлочной дороге, 46 дворов, 157 душ м. п. (1856 год)

В середине XIX века в результате продажи мызы по частям возникают два имения: Большое Гарболово и Малое Гарболово, где располагается современная деревня Гарболово. Усадьба в Малом Гарболове была более благоустроенной, в ней находились каменные строения, регулярный сад, пейзажный парк на берегу пруда. Первое имение продолжало принадлежать семье Ильиных до 1902 года, а второе — купцам Меркурьеву и Ершову (до 1890-х гг.).

БОЛЬШОЕ ГАРБОЛОВО — мыза владельческая при озере Паксоярви, 1 двор, 7 м. п., 8 ж. п.;

МАЛОЕ ГАРБОЛОВО — мыза владельческая при озере, 1 двор, 13 м. п., 7 ж. п., часовня; 

МЕРКУРЬЕВА — мыза владельческая при озере Банном, 3 двора, 11 м. п., 5 ж. п.; 

СЕЛЬСКИЙ ЛАЗАРЕТ — заречного округа Императорского воспитательного дома при озере Белом, 1 двор, 10 м. п., 14 ж. п., часовня. (1862 год)

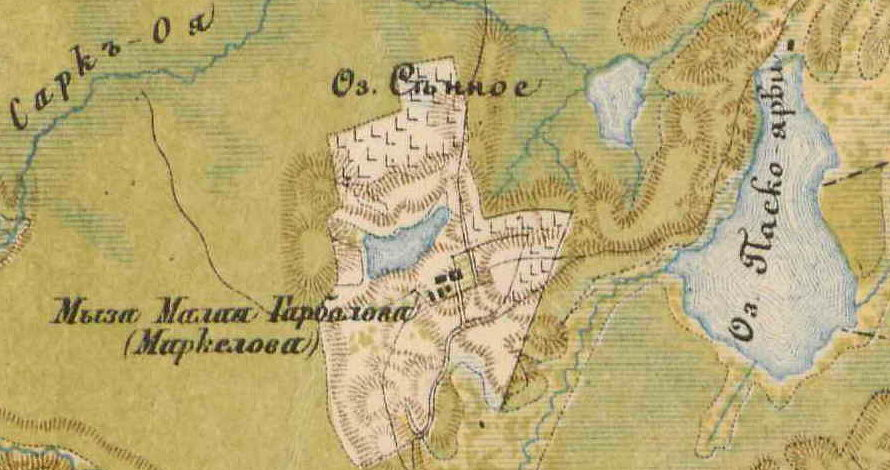
План мызы Гарболово. 1885 год

Мыза Малое Гарболово «составляла раньше часть довольно крупного владения, принадлежавшего г. Кандибе, от наследников которого она перешла во владение графа Ламздорфа». На карте 1885 года мыза Малая Гарболова упомянута, как Маркелова.
Согласно материалам по статистике народного хозяйства Санкт-Петербургского уезда 1891 года имением Гарболово площадью 871 десятина владела вдова губернского секретаря А. Д. Ильина, имение было приобретено до 1868 года. Мызой Малое Гарболово площадью 1043 десятины владел почётный гражданин Н. Г. Ершов, мыза была приобретена в 1877 году за 27 060 рублей. Трактир с 2 десятинами земли и жилой дом хозяин сдавал в аренду

БОЛЬШОЕ ГАРБОЛОВО — мыза Ильиной при просёлочной дороге, при озере 1 двор, 2 м. п., 4 ж. п., всего 6 чел.;

МАЛОЕ ГАРБОЛОВО — мыза землевладельца Ершова при Куйвозовской (Гарболовской) земской дороге, при прудах 1 двор, 16 м. п., 21 ж. п., всего 37 чел. часовня; 

МАРКЕЛОВО — деревня Гарболовского сельского общества, при просёлочной дороге, при колодцах 7 дворов, 24 м. п., 23 ж. п., всего 47 чел.; 

ГАРБОЛОВСКИЙ ЛАЗАРЕТ — С. Петербургского воспитательного дома. (1896 год).

По переписи 1896 года в Большом Гарболове проживало 6 человек и оно считалось мызой или поместьем. Малое Гарболово также было мызой, но населено было плотнее — 37 жителей. Кроме того в Малом Гарболове находилась каменная часовня, построенная «бывшим помещиком Кандибою». В то же время был известен гарболовский лазарет Петербургского воспитательного дома, располагавшийся на берегу Больничного (ныне Тракторного) озера.
В конце 1890-х годов Малое Гарболово, а в 1902 году и Большое Гарболово перешли во владение лейб-хирурга императорского двора, профессора Военно-медицинской академии академика Н. А. Вельяминова (1855—1920), всего ему принадлежало 1784 десятины земли.
В конце XIX — начале XX века деревня административно относилась к Куйвозовской волости 4-го стана Санкт-Петербургского уезда Санкт-Петербургской губернии. Население деревни было однородным — финским.
В 1904 году в деревне открылась земская школа (Гарболовское училище). Школа была рассчитана на 40 учащихся. Её попечителем являлся тайный советник Николай Александрович Вельяминов, учительницей — выпускница института принцессы Е. М. Ольденбургской, Лидия Петровна Пулина. Уроки Закона Божьего вёл священник Л. Дымский. Уроки финского языка и лютеранский Закон Божий вёл И. Д. Пентикяйнен, пение, рукоделие, рисование и гимнастику — Л. П. Пулина. Школа обслуживала деревни: Хантулово, Лавозимяки, Маттиломяки, Сепилямяки, Никитолово, Маркелово.
На карте 1909 года мыза Малое Гарболово носит название — мыза Васильевка.
В 1911 году в Большом Гарболове было 3 двора, где проживало 7 мужчин и 9 женщин. В Малом Гарболове тоже имелось 3 двора, но населяли их 34 мужчины и 27 женщин.
По данным 1914 года, учителем в Гарболовской земской школе работал Евгений Елевфериевич Локонов.

### Советское время
После Великой Октябрьской социалистической революции и отделения Финляндии от РСФСР Гарболово оказалось в приграничной зоне, а летом и осенью 1919 года — и в полосе боевых действий между частями Северо-Ингерманландского полка республики Северная Ингрия и красноармейцами.
Согласно переписи населения СССР 1926 года:

«ГАРБОЛОВО» — совхоз в Гарболовском сельсовете, 4 хозяйства, 10 душ.

Из них: русских — 2 хозяйства, 4 души (1 м. п. и 3 ж. п.); ингерманландцев — 2 хозяйства, 6 душ (2 м. п. и 4 ж. п.)

ГАРБОЛОВСКАЯ — больница в Гарболовском сельсовете, 14 хозяйств, 26 душ.

Из них: русских — 10 хозяйств, 15 душ (4 м. п. и 11 ж. п.); ингерманландцев — 3 хозяйства, 10 душ (5 м. п. и 5 ж. п.); евреев — 1 душа м. п.; больные — 13 душ. (1926 год)

В состав сельсовета, по данным переписи населения 1926 года, входили: деревни Маркелово, Маттиламяки, Перемяки, Никитолово; посёлки Лавоземякки, Сеппелемяки, Хантулово; совхоз «Гарболово» и больница Гарболовская. Сельсовет находился в составе Куйвозовской волости Ленинградского уезда. В том же 1926 году был организован Гарболовский финский национальный сельсовет, население которого составляли: финны — 360, русские — 516, другие нац. меньшинства — 21 человек.
С 1929 года в окрестностях Гарболова стали организовывать колхозы.
По административным данным 1933 года Гарболовский сельсовет Куйвозовского финского национального района состоял из деревень: Гарболово, Матыломяки, Лавоземяки, Хантулово, Красная Деревня, Никитолово, Маркелово и Вуолы, общей численностью населения 1224 человека.
В 1930-х годах в Куйвозовском районе, как и вдоль всей границы с Финляндией, стали создаваться укреплённые районы. В 1935 году по распоряжению М. Н. Тухачевского началось строительство военного городка Гарболово. На территории Куйвозовского сельсовета действовал 22-й УР. Первыми строениями военного городка Гарболово стали три казармы, два четырёхэтажных дома, баня и водокачка у пруда (здания сохранились до настоящего времени). От станции Грузино к нему была проведена одноколейная железная дорога.
По административным данным 1936 года деревня Гарболово являлась центром Гарболовского сельсовета Токсовского района. В сельсовете было 4 населённых пункта, 287 хозяйств и 6 колхозов.
В 1937 году были построены двухэтажная финская школа (действовавшая до 1939 г.) и одноэтажное здание русской начальной школы (сгорело в 1996 г.). В те же годы была построена подстанция.

Деревня Гарболово на карте 1939 года

Согласно переписи населения СССР 1939 года:

ГАРБОЛОВО — деревня Гарболовского сельсовета Парголовского района, 348 чел. (1939 год)

В состав Гарболовского сельсовета входили деревни: Вуолы, Гарболово, Никитолово и посёлок УВСТ-230 (Маркелово). Национальный район был ликвидирован зимой, а национальный сельсовет — весной 1939 года.
В ходе Советско-финской войны 1939—1940 гг. в гарболовских казармах располагался госпиталь. С 5 по 29 декабря 1939 года в деревне располагался эвакуационный госпиталь № 627.
Во время Великой Отечественной войны, в 1941—1942 годах, в Гарболове находился штаб 142-й стрелковой дивизии, воевавшей в составе Ленинградского фронта. В 1943—1944 годах здесь находилось управление 1-й гвардейской морской железнодорожной артиллерийской Красносельской Краснознамённой бригады, принимавшей участие в прорыве и снятии блокады Ленинграда.
После войны в окрестностях Куйвозовской волости находилось множество воинских кладбищ и захоронений. Кроме того, 21 июня — 17 июля 1944 года в Гарболове располагался 56-й эвакогоспиталь, а с 1 октября 1944 по 15 февраля 1945 года — 4177-й госпиталь легкораненых. В 1950-х годах останки погибших стали перезахоранивать в большие братские могилы. Так появилась братская могила на перекрёстке дорог, ведущих в Гарболово и пос. Заводской. Здесь захоронено 517 бойцов и офицеров, погибших в боях и умерших в госпиталях от ран. На могиле был установлен памятник — статуя советского солдата в плащ-палатке с автоматом ППШ на груди, скорбно держащего на левом бедре снятую с головы каску. В 1975 году скульптурное изображение было дополнено надмогильной звездой, в центре которой в памятные дни стал вспыхивать огонь, а в 2005 году — стоящими вертикально плитами, на которых выбиты имена всех похороненных здесь воинов. Решением Ленинградского облисполкома № 189 от 16 мая 1988 года находящаяся в Гарболове братская могила советских воинов, погибших в борьбе с фашистами, признана памятником истории.

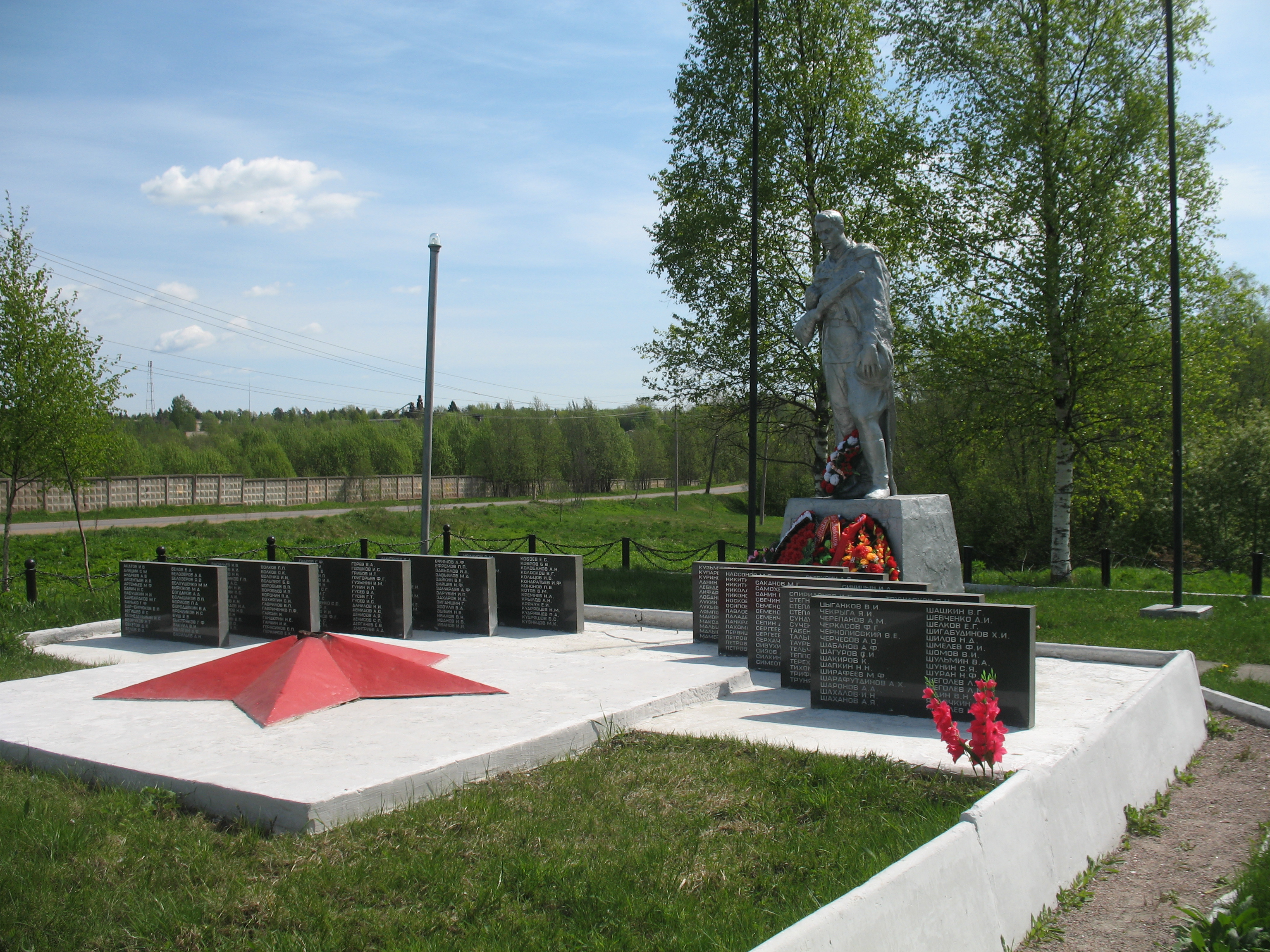
Братское воинское захоронение в Гарболове

В 1958 году население деревни составляло 134 человека.
До 1976 года в деревне Гарболово дислоцировалась 2-я гвардейская танковая Тацинская Краснознамённая ордена Суворова 2-й степени дивизия (штаб дивизии и некоторые штабные подразделения), основные части и подразделения которой дислоцировались во Владимирском Лагере под Лугой. В этом же городке располагалась 321-я школа прапорщиков.
До 24 сентября 1996 года здесь базировалась 36-я отдельная десантно-штурмовая бригада (в советский период — десантно-штурмовая бригада Сухопутных войск ВС СССР; в российский — 36-я отдельная воздушно-десантная бригада ВДВ России).

### Современность
По данным 1966, 1973 и 1990 годов, деревня Гарболово входила в состав Куйвозовского сельсовета.
В деревне находится 321-я школа сержантов (в/ч 44551; до ликвидации института прапорщиков в 2009 году — 321-я школа прапорщиков, готовившая специалистов войскового хозяйства тыла Сухопутных войск и старшин подразделений), осуществляющая выпуск специалистов для частей связи, артиллерийских и радиотехнических частей Ленинградского военного округа.
В списке ценных природных объектов, подлежащих охране во Всеволожском районе, утверждённом решением Всеволожского городского Совета народных депутатов от 8 апреля 1993 года, за № 27 значится: усадьба Ильиной «Гарболово», 15 га, в деревне Гарболово.
В 1997 году в деревне проживали 4275 человек, в 2002 году — 3849 человек (русских — 85 %), в 2007 году — 3620.
В сентябре 2009 года в Гарболове открыта новая средняя общеобразовательная школа имени героя-пограничника А. И. Коробицына 400 учеников.
До 2010-х годов в Гарболове действовал православный храм-часовня в честь великомученика и целителя Пантелеимона, находящийся в здании магазина возле автобусной остановки. В 2014—2018 годах стараниями местной православной общины здесь была возведена церковь Почаевской иконы Божией Матери (настоятель — протоиерей Ярослав Владимирович Суканец).

## География
Деревня расположена в северной части района на автодороге А120 (Санкт-Петербургское северное полукольцо, бывшая 41А-189 «Магистральная» (Р21 — Васкелово — А121 — А181)).
Расстояние до административного центра поселения — 4 км.
Расстояние до ближайшей железнодорожной станции Грузино — 6 км.

## Население
| 2002 | 2007  | 2010  | 2017  | 2021  |
| ---- | ----- | ----- | ----- | ----- |
| 3849 | ↘3620 | ↗4030 | ↗4130 | ↗4548 |

### Национальный состав
Согласно данным Всероссийской переписи населения 2021 года в деревне проживали 4548 человек, из них:
 русские — 3727, украинцы — 106, татары — 34, белорусы — 24, армяне — 21, осетины — 10, азербайджанцы — 9, таджики — 6, казахи — 5, немцы — 4, чуваши — 4, молдаване — 3, лезгины — 3, башкиры — 2, казаки — 2, узбеки — 2, болгары — 1, евреи — 1, коми — 1, литовцы — 1, мордва — 1, поляки — 1, табасараны — 1, удмурты — 1, другие национальности — 24 человека, остальные национальности не указали.

## Инфраструктура
В деревне 54 многоквартирных жилых дома.
Из них 2 дома 1937 года постройки, 9 домов 1956—1960 годов постройки, 5 домов 1964—1970 годов постройки, 3 дома 1975—1980 годов постройки, 5 домов 1982—1987 годов постройки и 30 домов 1993—1996 годов постройки.
Этажность: 5 домов одноэтажных, 33 дома двухэтажных, 2 дома четырёхэтажных и 12 домов пятиэтажных.

## Транспорт
С другими населёнными пунктами Гарболово связывают автобусные маршруты: 

№ 613 и 614 до ст. Грузино, протяжённость 5,9 км. 

№ 619 до ст. метро  «Девяткино», протяжённость 48 км. 

№ 622 до г. Всеволожска, протяжённость 72,48 км.

№ 675Г до. ст. метро  «Проспект Просвещения», протяжённость 45,4 км.

## Улицы
43-я Подстанция.